# Superalimento
Superalimento (anche all'inglese superfood o supercibo) è un termine commerciale per identificare un prodotto alimentare che si presume conferisca benefici per la salute derivanti da un'eccezionale densità di nutrienti. Si dividono per categorie:
- Superfruit, cioè frutta
- Supergrain, cioè grani e cereali
- Superfood, prodotti che non rientrano nelle precedenti categorie

Nel 2007 l'Unione europea ha vietato l'uso del termine superfood sulle confezioni.

## Superfruit
Tra i superfruit troviamo:
- açai[senza fonte]
- albicocca[6]
- ananas[7]
- avocado[8]
- banana[9]
- cocco e acqua di cocco[senza fonte]
- goji[10]
- limone[11]
- mandorla[12]
- mela[13]
- melagrana[14]
- mirtillo nero[15]
- noce[16]
- noni[17]
- uva[18]

## Supergrain
Tra i supergrain troviamo:
- cece[19]
- fagiolo[20]
- fava[21]
- fiocchi d'avena[22]
- grano saraceno[23]
- lenticchia[24]
- malto[25]
- miso[26]
- quinoa[27][28]
- riso[29]
- semi di lino e semi di girasole[30]
- soia[31]

## Superfood
Tra i superfood troviamo:
- aglio[32]
- alghe[33]
- asparago[34]
- barbabietola[35]
- black pudding[senza fonte]
- broccolo[36]
- cacao[37]
- caffè[38]
- cannella[39]
- carciofo[40]
- carota[41]
- cavolfiore[42]
- cavolo[43]
- cipolla[44]
- curcuma[45]
- matcha[senza fonte]
- miele[46]
- olio d'oliva[47]
- peperoncino[48]
- peperone[49]
- pomodoro[50]
- sardina[51]
- sgombro[52]
- spinacio[53]
- spirulina[senza fonte]
- topinambur[54]
- uova
- zafferano[55]
- zenzero[56]
- zucca[57]